# 3. armada (Kraljevina Madžarska)
Za druge 3. armade glejte 3. armada.
3. armada (madžarsko 3. magyar hadsereg) je bila ena izmed treh armad Kraljeve madžarske kopenske vojske med drugo svetovno vojno.

## Zgodovina
3. armada je bila ustanovljena 1. marca 1940. Armada je sodelovala pri aneksiji Transilvanije, v okupaciji Jugoslavije ter v bojih leta 1944.

## Organizacija
30. maj 1941
- poveljstvo
- 7. korpus
- 8. korpus
- 9. korpus

10. avgust 1943
- poveljstvo
- 3. korpus
- 4. korpus
- 5. korpus

30. april 1945
- poveljstvo
- 27. pehotna divizija
- 1. gorska divizija
- 9. obmejna divizija
- 8. korpus

## Poveljstvo
Poveljnik
- Generalporočnik Elemér Gorondy-Novak (1. marec 1940 – 1. november 1941)
- Generalporočnik Zoltán Decleva (1. november 1941 – 1. december 1942)
- Generalporočnik Lajos Csatay (1. december 1942 – 12. junij 1943)
- Generalporočnik Károly Beregfy (12. junij 1943 – 15. maj 1944)
- Generalporočnik József Heszlényi (19. september 1944 – 8. maj 1945)